# Rudolf Hoppe
Pour les articles homonymes, voir Hoppe.
Rudolf Hoppe (29 octobre 1922 - 24 novembre 2014), est un chimiste allemand qui a découvert les premières réactions chimiques comprenant des gaz rares covalents.

## Carrière académique
Hoppe a étudié la chimie à l'université Christian-Albrechts de Kiel et a passé son doctorat à l'université de Westfälische Wilhelms (Münster), en 1954. Il a également obtenu une habilitation à diriger les recherches en chimie inorganique, ainsi qu'un poste de professeur en cette même matière, en 1958 à Münster. En 1965, Hoppe accepte l'offre de présidence en chimie inorganique et analytique à l'université Justus-Liebig de Gießen, qu'il conservera jusqu'à sa retraite en 1991.

## Recherche scientifique

### À Münster
Hoppe est devenu célèbre grâce à sa synthèse du composé stable XeF2 (difluorure de xénon), réalisée et rapportée en novembre 1962. Ses travaux font suite à la synthèse d'hexafluoroplatinate de xénon (XePtF6) par Neil Bartlett, menée le 23 mars 1962 et rapportée en juin de la même année. Jusque-là, tout le monde supposait que de tels composés n'existeraient pas; la première raison étant qu'aucune expérience tentant de synthétiser de tels composés de gaz nobles fût fructueuse et, deuxièmement, le concept de "l'octet fermé des électrons", selon lequel les gaz nobles ne participent pas aux réactions chimiques.
Grâce aux propriétés des composés interhalogénés, il était devenu évident que les fluorures de gaz noble étaient les seuls accessibles. Depuis 1949/50, un groupe de recherche à Münster a mené des discussions approfondies sur la possibilité de formation et des propriétés des fluorures de xénon. Ce groupe de recherche était convaincu, déjà en 1951, que XeF4 et XeF2 devaient être thermodynamiquement stables face à leur décomposition en éléments.